# Rengas (Ciputat Timur)
Rengas is een bestuurslaag in het regentschap Tangerang Selatan van de provincie Banten, Indonesië. Rengas telt 26.624 inwoners (volkstelling 2010).